# Millionaires
Millionaires ist eine seit 2007 bestehende US-amerikanische Pop-Band aus Orange County, Kalifornien.
Die Gruppe erhielt ihre Popularität auf MySpace und fand sich bereits früh in den Charts wieder. Millionaires besteht aus den beiden Schwestern Melissa Marie Green und Allison Green. Sie sind in der Crunkcore-, Electropop- und Dance-Pop-Szene bekannt. Die Mädchen sangen die Titellieder für die MTV-Shows Teen Cribs und A Double Shot at Love.

## Hintergrund
Millionaires startete im Sommer 2007, als die Schwestern Melissa und Allison Green einen Song mit dem Programm GarageBand erstellten. Der Song hatte den Titel I Like Money und die Teenager erstellten das MySpace-Profil Millionaires, welches zu ihrem Songtitel passte. Dani Artaud und Melissa lernten sich auf einer Party in ihren High School Tagen kennen und wurden Freunde. Später stieß Dani zu der Band und das Trio kreierte seinen zweiten Song mit dem Titel Hoe Down und veröffentlichten eine EP mit dem Titel Bling! Bling! Bling!.
Nach einigen Monaten wurden sie von DJ Hyphy Crunk protegiert und sie begannen örtliche Konzerte zu geben. Sie erhielten Plätze in Musikfestivals, wie zum Beispiel Bamboozle Left 2008 und Audio Overload 2008. Im Juli 2008 unternahmen sie ihre erste Tour zusammen mit Breathe Carolina entlang der Westküste. Im Juli 2008 starteten sie ihre eigene, die Get f$cked up-Tour. Im Juli 2008 spielten sie bei MTV in TRL als Teil von On The Radar, auf, einer Sendung, in der Bands ohne Plattenvertrag auftreten. Die Mädchen kehrten im Januar und Februar 2009 zurück mit ihrer Just Got Paid, Let’s Get Laid Tour, die an jedem Tag ausverkauft war.
Sie machten einen kurzen Song mit dem Titel Ooh Uh Huh, welcher der Theme Song für MTVs Reality Show A Double Shot at Love mit den Ikki Twins wurde. Ihr Song Hey Rich Boy wurde auch als Theme Song für MTV's Teen Cribs genutzt und das Lied Alcohol war auf dem Soundtrack der dritten Staffel von Skins enthalten. Ihre Songs I Like Money und I Move It wurden in der MTV Show My Life as Liz gezeigt. Ihr Cover-Song von Chics Song Le Freak ist in dem MTV Film Turn The Beat Around enthalten. Am 23. Juni 2009 veröffentlichten sie eine neue EP mit dem Titel Just Got Paid, Let’s Get Laid, die eine Neuauflage von Bling! Bling! Bling! mit zwei neuen Songs war.
Ein Ausschnitt aus ihrem neuen Song Prom Dress wurde auf der Popjustice-Website am 8. Dezember 2009 veröffentlicht. Ihr Weihnachtslied Rated X-Mas wurde am 16. Dezember 2009 veröffentlicht. Millionaires veröffentlichten drei brandneue Songs Stay the Night, Prom Dress und Microphone auf ihrer MySpace-Seite am 24. März 2010. Sie unterzeichneten für B-Unique Records im Vereinigten Königreich und machten ein Musikvideo für ihre Single Stay The Night. Es wurde  am 6. Juni 2010 auf BBC Radio 1 erstaufgeführt. Die Single wurde als Download am 21. Juli 2010 veröffentlicht. Das Trio veröffentlicht ihr Debüt-Album ungefähr Mitte des Jahres 2010. Millionaires veröffentlichten zwei Remixes von Stay The Night und einen Megamix von ihren Lieblingssongs, inklusive zwei brandneuer Songs: That’s How We Party und Hush Hush/Hush Little Boyfriend.
Im August/September 2010 verließ Dani die Band. Am 1. März 2011 wurde der Song Catch Me If You Can zusammen mit Jeffree Star veröffentlicht. Am 31. Mai 2011 wurde ihr Song Summer Nights mit Christian TV veröffentlicht und als Gratis Download angeboten.
2012 wurde die Single Drinks On Me für ihr erstes Studioalbum veröffentlicht. Da sich die Veröffentlichung des Albums verzögerte, wurde am 15. Mai 2012 ihr Mixtape Your Girl Does Party veröffentlicht und gratis zum Herunterladen angeboten. Das Album mit dem Title Tonight ist nun für eine Veröffentlichung am 13. März 2013 vorgesehen.

## Diskografie

### Studioalben
- 2013: Tonight (B-Unique-Records)

### EPs
- 2008: Bling, Bling, Bling! (Eigenvertrieb)
- 2009: Just Got Paid, Lets Get Laid (Decaydance)
- 2010: Stay the Night (B-Unique-Records)
- 2010:  Cash Only (B-Unique-Records)

### Mixtapes
- 2012: Your Girl Does Party (Eigenvertrieb)

### Singles
- 2009: Rated X-Mas
- 2010: Stay the Night
- 2011: Catch Me If You Can (featuring Jeffree Star)
- 2011: Summer Nights (featuring Christian TV)
- 2012: Drinks On Me

## Musikvideos
- 2008: Alcohol
- 2009: Just Got Paid, Let's Get Laid
- 2010: Stay The Night
- 2010: Be My Baby [Cover von The Ronettes, Studio Session]
- 2010: Party Like a Millionaire
- 2012: Drinks On Me

## Gastauftritte
- 2008: Melissa und Allison traten in Breathe Carolinas Musikvideo Diamonds auf.
- 2008: Dani trat in dem Musikvideo für Wow von Kylie Minogue auf.
- 2012: Melissa trat in dem Musikvideo für Hit And Run von Breathe Carolina auf.
- 2012: Melissa und Allison traten in Deuces Musikvideo I Came To Party auf.
- 2013: Melissa trat in dem Musikvideo für Ain’t Coming Down (Yeah I’m Trippin Mix) von Far East Movement auf.